# فرانک میل
فرانک میل (به آلمانی: Frank Mill) (درگذشتهٔ ۵ اوت ۲۰٢۵) بازیکن فوتبال و مهاجم اهل آلمان بود که از سال ۱۹۸۲ میلادی عضو تیم ملی فوتبال آلمان بوده وی در ۱۷ بازی ملی حضور داشتتا آخرین بازی ملی خود را در سال ۱۹۹۰ میلادی انجام داد. فرانک میل در بازی‌های ملی‌اش گلی به ثمر نرساند.